# Ради Радев (философ)
Вижте пояснителната страница за други личности с името Ради Радев.
Ради Димитров Радев е изтъкнат български философ и дългогодишен университетски преподавател. С неговото име се свързва началото на академичното изследване на античната философия в България.

## Биография
Роден е на 10 август 1931 г. Завършва специалност „Философия“ в Софийския държавен университет през 1953 г. Придобива докторска степен през 1959 г. с дисертация на тема „Материалистически положения в гносеологията на Аристотел“, а по-късно – през 1977 г. – става професор след защита на дисертационния труд „Основни насоки на влияние на Аристотел върху философската мисъл (Принос към историята на перипатетизма)“. Специализира в Хумболтовия университет в Берлин, в Лион и Париж.
От 1962 г. е доктор по философия, а от 1977 професор. Дълги години е преподавал антична философия в специалност философия на Софийския университет „Св. Климент Охридски“. Автор е на десетки значими научни трудове в областта на философията. Почива на 23 януари 2021 г.
Баща е на проф. д.ю.н. Димитър Радев.

## Избрана библиография
- 1994 – Антична философия. Стара Загора: Идея.
- 1994 – Средновековна философия. Стара Загора: Идея.
- 1990 – Велики философи. Част І. София: Народна просвета.
- 1989 – Аристотел. Историческата съдба на неговата философия. София: УИ „Климент Охридски“.
- 1988 – Аристотел. София: Народна просвета. Съставителство на приложението Ради Радев. Превод: Марко Марков и Теменуга Ангелова.
- 1986 – Хераклит. Живот и дело. София: Партиздат. В приложението: фрагменти от и за Хераклит. Съставителство и превод Ради Радев.
- 1983 – История на античната философия. София: Наука и изкуство. част І, 1981; част ІІ, 1983.
- 1982 – Латинският Аристотел. София: Партиздат. Съставителство на приложението Ради Радев. Превод: Лидия Денкова, Румен Даскалов, Маргарита Кискинова.
- 1980 – Сократ. Живот и дело. София: Партиздат. Съставителство на приложението Ради Радев. Превод: Христо Данов.
- 1973 – Философия на елинизма. София: Наука и изкуство.
- 1970 – Критика на неотомизма. София: Наука и изкуство.
- 1966 – Из историята на арабската философия. София: Наука и изкуство.
- 1961 – Материалистически положения в гносеологията на Аристотел. София: Наука и изкуство.